# Amplicon
Amplicon bezeichnet in der Biochemie eine DNA-Sequenz oder RNA-Sequenz, die per  Amplifikation vervielfältigt wird.

## Eigenschaften
Amplicons werden über verschiedene Methoden vervielfältigt, beispielsweise per Polymerase-Kettenreaktion oder per Ligase-Kettenreaktion. Das Produkt wird als Amplifikat bezeichnet. Die Länge wird durch den Abstand der Primer bestimmt. Bei kürzeren Amplicons steigt die Effizienz der verwendeten thermostabilen DNA-Polymerase, weshalb kurze Amplicons in der qPCR verwendet werden.